# 최승호 (시인)
최승호(崔勝鎬, 1954년 9월 1일 ~ )는 대한민국의 시인 겸 대학 교수이다. 강원 춘천에서 태어나 춘천교육대학에서 전문학사 학위 취득하고 강원 영서 지역에서 초등학교 교사로 재직하였다.

## 소속
- 숭실대학교 문예창작학과 교수

## 약력
1977년 시 〈비발디〉로 《현대시학》지의 추천을 받아 시단에 데뷔했다. 1982년 제6회 「오늘의 작가상」, 1986년 제5회 「김수영문학상」, 1990년 제2회 「이산문학상」, 2000년 제8회 「대산문학상」, 2001년 제47회 「현대문학상」, 2003년 제3회 「미당문학상」을 수상했다. 현재 숭실대학교 문예창작학과 교수로 시 창작을 강의하고 있다.

## 저서

### 시집
- 《대설주의보》(민음사, 1983)
- 《고슴도치의 마을》(문학과지성사, 1985) ISBN 8932002460
- 《진흙소를 타고》(민음사, 1987) ISBN 893740535003810
- 《세속도시의 즐거움》(세계사, 1990) ISBN 9788933810040
- 《회저의 밤》
- 《반딧불 보호구역》
- 《눈사람》
- 《여백》
- 《그로테스크》
- 《모래인간》(세계사, 2000) ISBN 8933811044
- 《아무것도 아니면서 모든것인 나》(열림원, 2003) ISBN 8970633944
- 《고비》(현대문학, 2007) ISBN 9788972753834
- 《북극 얼굴이 녹을 때》(문학에디션 뿔, 2010) ISBN 978-89-01-10647-2
- 《아메바》(문학동네, 2011)
- 《허공을 달리는 코뿔소》(난다, 2013)
- <눈사람 자살 사건>

### 동요
- 《말놀이 동요집》

### 산문집
- 《달마의 침묵》
- 《시인의 사랑》